# Alejo Chornobroff
Alejo Chornobroff (Avellaneda, 24 de enero de 1991) es un político argentino, Se desempeñó como Intendente del Partido de Avellaneda entre 2020 y 2022. Desde entonces, se desempeña como Secretario de Seguridad Ciudadana de Avellaneda.

## Biografía
Chornobroff pertenece a la Agrupación Eva Perón, que dirige Ferraresi en Avellaneda. En el año 2017, fue designado como jefe de Gabinete de Avellaneda, mientras que en 2015 fue secretario de Juventud comunal.
El 12 de noviembre de 2020, luego de rumores se confirmó que el entonces intendente de Avellaneda, dejaría el puesto en manos de Chornobroff, para poder desempeñarse en el Ministerio de Desarrollo Territorial y Hábitat hasta el 1 de noviembre de 2022.
A partir del 1 de noviembre de 2022 asumió como Secretario de Seguridad de la Municipalidad de Avellaneda

## Controversias

### Denuncia de acoso sexual
En el 2015, una mujer que encabezaba las demandas vecinales de su barrio lo acusó por redes sociales de acoso